# باشگاه آسانسوری

نمودار صعودها و سقوط‌های باشگاه فوتبال نورنبرگ در گذر زمان. این باشگاه آسانسوری نامیده شده‌است.

باشگاه آسانسوری اصطلاحاً به باشگاه‌های فوتبالی گفته می‌شود که مرتباً در حال سقوط و صعود بین دو دسته از لیگ باشند. باشگاه فوتبال داماش گیلان یکی از باشگاه‌هایی است که به این عنوان نامیده شده‌است.

## منبع
1. ↑  «رفت و برگشت‌های آسانسوری به لیگ برتر». فرارو. ۴ اردیبهشت ۱۳۹۰. دریافت‌شده در ۳۰ فروردین ۱۳۹۳.
2. ↑  امیری، پویان (۹ آبان ۱۳۸۶). «دل‌نگرانی‌های مدیر عامل باشگاه آسانسوری». روزنامه سرمایه (۵۹۱): ۱۲.